# Клаус Аугенталер
Клаус Аугенталер (на немски: Klaus Augenthaler, прякор Ауге, в превод Око) е бивш германски футболист, защитник. Легенда на Байерн Мюнхен, чийто цветове защитава в продължение на 15 сезона. Има 404 мача и 52 гола  на клубно ниво. Включен е в идеалния отбор на Байерн за всички времена по версия на официалния сайт на Бундеслигата.
С мюнхенския клуб е шампион през 1980, 1981, 1985, 1986, 1987, 1989 и 1990 г. и носител на купата през 1982, 1984 и 1986 г. Има 27 мача в националния отбор, с който е световен шампион през 1990 г. и световен вицешампион през 1986 г.

## Клубна кариера
Дебютира за Байерн през 1976 г. Успява да наследи Франц Бекенбауер на поста либеро. Първият трофей, който печели с „баварците“ е Купата на Бавария през 1977 г. Аугенталер играе за Байерн в периода след златното поколение на Бекенбауер, Герд Мюлер и Сеп Майер и в началото на 80-те клубът е далеч от най-добрите си дни. Все пак през 1982 г. е достигнат финал в КЕШ, който е загубен от Астън Вила.
През 1984 г. Клаус става капитан на „баварците“ и тимът връща водещите си позиции в Бундеслигата, като са спечелени 6 титли в течение на 7 сезона. През 19855/86 г. е постигнат „златен дубъл“, след триумф и в Купата на Германия. През 1987 г. Байерн отново играе финал в КЕШ, но и този път остава на крачка от титлата след поражение от Порто.
Приключва кариерата си през 1991 г.

## Национален отбор
За националния отбор на ФРГ участва на две световни първенства – през 1986 и 1990 г. Печели световната титла през 1990 г., но за седем години в Бундестима записва едва 27 двубоя.

## Треньорска кариера
През сезон 1991/92 води отбора на Байерн до 21 г. От 1992 до 1997 г. е помощник-треньор на баварците, като в края на сезон 1995/96 води временно отбора в мач с Фортуна Дюселдорф. След това е начело на австрийския Грацер. През сезон 1999/00 печели Втора Бундеслига начело на Нюрнберг. В кариерата си води още Байер Леверкузен и Волфсбург, но без особени успехи.
През 2015 г. отказва оферти от Турция и Китай поради липса на интерес. Кандидатства за наставник на Мюнхен 1860, но не е одобрен.
От 2021 г. е един от треньорите в проекта на Байерн Мюнхен „World Squad“, в който клубът събира отбор от футболисти до 19 г. от цял свят на предсезонна подготовка с цел намиране на нови таланти.

## Успехи

### Клубни
- Бундеслига – 1979 – 80, 1980 – 81, 1984 – 85, 1985 – 86, 1986 – 87, 1988 – 89, 1989 – 90
- Купа на Германия – 1981 – 82, 1983 – 84, 1985 – 86
- Суперкупа на Германия – 1987, 1990
- Купа на Бавария – 1977

### Национален отбор
- Световен шампион – 1990

### Индивидуални
- В отбора на сезона на kicker – 1989 – 85, 1988 – 89
- Гол на годината в Германия – 1989
- Гол на десетилетието в Германия – 1989[4]

### Като треньор
- 2. Бундеслига – 2001